# 马尔 (阿尔代什省)
马尔（法語：Mars）是法国阿尔代什省的一个市镇，属于罗讷河畔图尔农区（Tournon-sur-Rhône）圣阿格雷夫县（Saint-Agrève）。该市镇2009年时的人口为264人。

## 人口
马尔人口变化图示
| 数据来源：INSEE |